# Courcy-aux-Loges
Courcy-aux-Loges è un comune francese di 440 abitanti situato nel dipartimento del Loiret nella regione del Centro-Valle della Loira.

## Storia

### Simboli
Lo stemma del comune di Courcy-aux-Loges è stato adottato il 1 ottobre 2010.
L'inquartato è ripreso dal blasone della famiglia Le Bouteiller de Senlis che resse la signoria di Courcy-aux-Loges nel XIV secolo. La foglia di quercia evidenzia l'importanza della foresta d'Orléans che circonda il comune. Il giglio ricorda la castellania reale di Courcy che fu ceduta nel 1307 da Filippo il Bello ad Adam Le Bouteiller. Il covone e il ferro di lancia sono simboli di nobili famiglie di Courcy: i Braque e i Salezart.

## Società

### Evoluzione demografica
Abitanti censiti